# Júlia Horta
Júlia do Vale Horta (Juiz de Fora, Minas Gerais, 31 de marzo de 1994) es una modelo y periodista brasileña, ganadora del título Miss Brasil 2019.

## Biografía
Se graduó en periodismo en la Universidad Federal de Juiz de Fora y tiene una larga historia en el campo de los concursos de belleza. Primero compitió por Miss Mundo Minas Gerais, en representación de su ciudad natal, y finalmente se convirtió en ganadora. Representó a su estado en el concurso nacional Miss Mundo Brasil 2015 realizado en Florianópolis, que selecciona a la representante brasileña en Miss Mundo, y alcanzó el sexto lugar en el top 10 de semifinalistas. En este concurso, al renunciar la ganadora original, Horta quedó en la quinta posición. Gracias a esa posición, en 2016 representó a Brasil en el concurso Reinado Internacional del Café 2016, en Manizales (Colombia), y quedó en el segundo puesto. 
En 2017 nuevamente participó en Miss Mundo Brasil, en representación de la región de Zona da Mata y logró la tercera posición. También representó a Brasil en Miss Turismo Internacional 2017, en Malasia, y consiguió la quinta posición.
En 2019 ganó el concurso Miss Minas Gerais Be Emotion 2019, en representación de su ciudad. En la disputa por el título de Miss Brasil recibió fue consagrada Miss Be Emotion, por su tutorial de maquillaje publicado en el canal del concurso en YouTube, fue escogida como la mejor participante en el Desafío del Discurso y, mediante votación de todas las candidatas, la favorita a obtener el título. El 9 de marzo de 2019 representó al estado de Minas Gerais en Miss Brasil 2019, realizado en el Centro de Exposiciones y Convenciones de São Paulo, ante 15.000 personas. En ese evento fue coronada como Miss Brasil 2019 por la titular saliente Mayra Dias. Es la novena candidata mineira en ganar el título.
Representó a Brasil en Miss Universo 2019, llevado a cabo el 8 de diciembre de 2019 en Atlanta (Estados Unidos).